# 2e Legerkorps (Verenigde Staten)

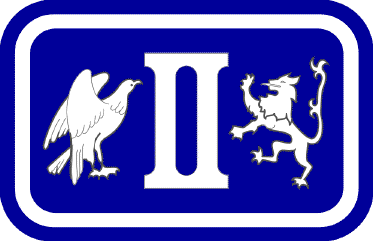
Insigne van het Amerikaanse 2e Legerkorps

Het Amerikaanse 2e Legerkorps (Engels: U.S. II Corps) was een legerkorps van de United States Army tijdens de Eerste Wereldoorlog en de Tweede Wereldoorlog.

## Geschiedenis
Het 2e Legerkorps kwam voor het eerst in actie in 1918, tijdens de Eerste Wereldoorlog. Het legerkorps werd tijdens de Tweede Slag aan de Somme toegevoegd aan het Britse Derde Leger. 
Het duurde tot de Tweede Wereldoorlog voordat het 2e Legerkorps weer in actie kwam. Eind 1942 landde het 2e Legerkorps onder generaal-majoor Lloyd Fredendall in Oran als onderdeel van Operatie Toorts. Daarna nam het legerkorps onder leiding van generaal Omar Bradley deel aan de Tunesische veldtocht.  
Het 2e Legerkorps werd tijdens de Slag bij Sidi Bou Zid verslagen door Duitse troepen onder bevel van generaal Hans-Jürgen von Arnim. Het korps leed opnieuw een nederlaag tijdens de Slag om de Kasserinepas. In maart 1943 werd generaal George Patton benoemd tot bevelhebber van het 2e Legerkorps. Onder zijn leiding werd de Slag bij El Guettar gewonnen. 
In juli 1943 landde het 2e Legerkorps  tijdens Operatie Husky op het Italiaanse eiland Sicilië. Het legerkorps speelde een belangrijke rol bij de bevrijding van het westelijk deel van het eiland. Het legerkorps bestond uit de 3e Infanteriedivisie, 9e Infanteriedivisie en 45e Infanteriedivisie .
Het 2e Legerkorps was betrokken bij de landingen bij Salerno (Operatie Avalanche). Tijdens deze operatie bestond het 2e Legerkorps uit de 36e Infanteriedivisie en de 45e Infanteriedivisie. Het legerkorps was betrokken bij het lenteoffensief van 1944 en de aanval op de Gotische Linie. Na de Landing bij Anzio werd generaal-majoor Geoffrey Keyes benoemd tot bevelhebber van het 2e Legerkorps. Hij bleef bevelhebber tot de Duitse capitulatie in mei 1945.
Het 2e Legerkorps werd op 10 oktober 1945 ontbonden.

## Bevelhebbers

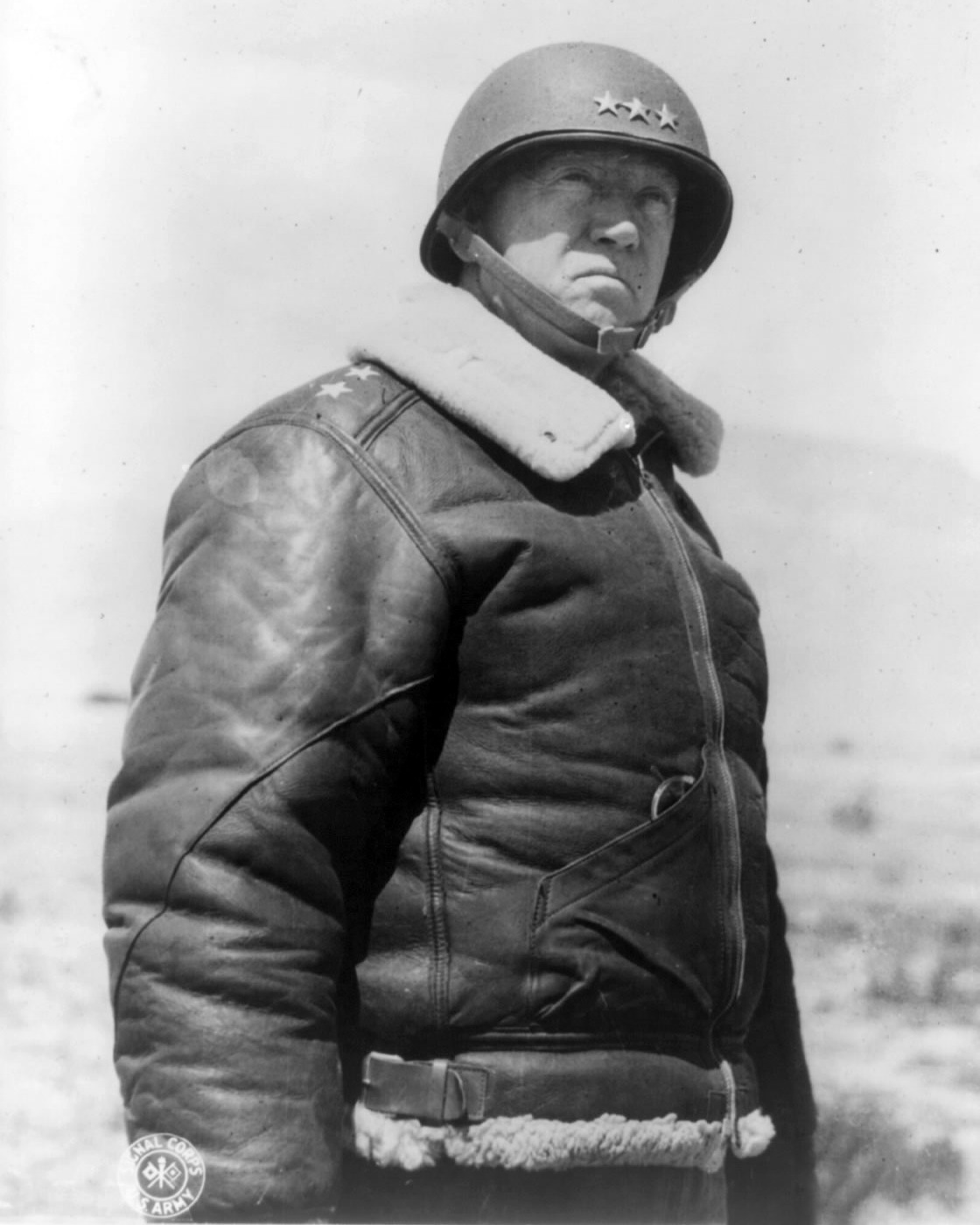
Patton in maart 1943

- 15 juli 1941-14 juni 1942: generaal-majoor Lloyd Fredendall
- 1 juli 1942-9 oktober 1942: generaal-majoor Mark Wayne Clark
- 10 oktober 1942-4 maart 1943: generaal-majoor Lloyd Fredendall
- 5 maart 1943-12 april 1943: generaal-majoor George Patton
- 12 april 1943-15 april 1943: luitenant-generaal George Patton
- 9 september 1943-18 september 1943: generaal-majoor John P. Lucas
- 19 september 1943-16 april 1945: generaal-majoor Geoffrey Keyes
- 16 april 1945-7 mei 1945: luitenant-generaal Geoffrey Keyes